# Carlos Ramírez (BMX)
Ramírez  Yepes est un nom espagnol. Le premier nom de famille, en général paternel, est Ramírez ; le second, en général maternel, souvent omis, est Yepes.
Cet article concerne le coureur de BMX. Pour le cycliste sur route, voir Carlos Ramírez (cyclisme).
Pour les articles homonymes, voir Carlos Ramírez, Ramírez et Yepes.
Carlos Alberto Ramírez Yepes, né à Medellín le 12 mars 1994, est un coureur cycliste colombien, spécialiste du BMX. En 2016, il obtient la troisième place aux Jeux olympiques d'été de 2016 à Rio de Janeiro. Il obtient le même résultat aux Jeux olympiques d'été de 2020 à Tokyo.

## Palmarès

### Jeux olympiques
- Rio de Janeiro 2016
  -  Médaillé de bronze du BMX
- Tokyo 2020
  -  Médaillé de bronze du BMX

### Championnats du monde
- Birmingham 2012
  -  Champion du monde de BMX juniors
- Medellin 2016
  - 8e du BMX
- Glasgow 2023
  - 4e du BMX
- Rock Hill 2024
  - 4e du BMX

### Coupe du monde
- 2016 : 5e du classement général
- 2017 : 6e du classement général
- 2018 : 15e du classement général
- 2019 : 12e du classement général
- 2020 : 3e du classement général
- 2021 : 2e du classement général, vainqueur d'une manche
- 2022 : 8e du classement général
- 2023 : 6e du classement général
- 2024 : 6e du classement général

### Championnats panaméricains
- Riobamba 2023
  -  Médaillé d'argent du BMX

### Jeux panaméricains
- Santiago 2023
  -  Médaillé de bronze du BMX

### Jeux sud-américains
- Cochabamba 2018
  -  Médaillé de bronze du BMX

### Jeux d'Amérique centrale et des Caraïbes
- Veracruz 2014
  -  Médaillé d'or du BMX

### Jeux bolivariens
- Santa Marta 2017
  -  Médaillé d'or du contre-la-montre BMX
  -  Médaillé d'argent de la course BMX

### Championnats de Colombie
- 2016
  -  Champion de Colombie de BMX